# Dimaitherium patnaiki
Il dimaiterio (Dimaitherium patnaiki) è un mammifero erbivoro estinto, appartenente agli iracoidi. Visse nell'Eocene superiore (Priaboniano, circa 37 milioni di anni fa) e i suoi resti fossili sono stati ritrovati in Egitto.

## Descrizione
Questo animale doveva essere di dimensioni e aspetto simili a quelli di un attuale irace, anche se possedeva caratteristiche più basali. Il cranio, ad esempio, conservava un processo postorbitale composto esclusivamente dalle ossa frontali (senza il contributo del parietale) e un limitato contributo dello jugale al margine orbitale anteriore; le orbite, inoltre, erano posizionate anteriormente. La finestra mandibolare interna, tipica di molti altri iracoidi più recenti vissuti in Africa, era assente in Dimaitherium, anche se era già presente un canale coronoide alla base del ramo ascendente della mandibola. La dentatura, parimenti, presenta caratteristiche primitive (come i premolari scarsamente molarizzati) ma non differisce in maniera sostanziale da altri iracoidi successivi.

## Classificazione
Dimaitherium venne descritto per la prima volta nel 2010 sulla base di resti fossili ritrovati nella formazione Birket Qarun, nella zona di El Fayum, in Egitto. Dimaitherium risulta, ad oggi, il più antico iracoide rinvenuto in quella zona, più antico di almeno tre milioni di anni rispetto ad altri iracoidi come Saghatherium e Thyrohyrax. Un'analisi filogenetica pone gli iracoidi più recenti, inclusi i procaviidi (comprendenti le forme attuali), in un clade con l'esclusione di Dimaitherium e i molto più antichi Seggeurius e Microhyrax. È molto probabile che Dimaitherium fosse più strettamente imparentato con Thyrohyrax che con Saghatherium.

## Paleoecologia
La morfologia dell'omero, dell'astragalo e del calcagno indicano che Dimaitherium potrebbe essere stato un agile arrampicatore, e probabilmente in grado di compiere rapidi movimenti, ma non doveva essere adatto alla corsa.